# Mlin na vjetar u Starom Gradu
Nekadašnji mlin na vjetar na južnoj strani luke vjerojatno je jedna od zanimljivijih građevina u Starom Gradu. Kružni objekt podignut je u 19. st. kao mlin za žito kojeg je pokretao vjetar pomoću krila s platnenim jedrima.
Nalazi se u uvali Lučici. Smatra se da ga je dao podići kapetan i gradonačelnik Petar Ivanišević (1807. — 1888.). Dovršen je 1868. godine. Vjerojatno je na zamisao o gradnji došao nakon smrti liječnika i posjednika Petra Ostojića (1780. – 1851.), koji bio prvi koji je na Hvaru dao podići mlin, u Jorinama (kod Dola). Na otoku Hvaru su uz ovaj još vjetrenjača u Vrboskoj na Vetežinjem humu te još dvije u gradu Hvaru. 1950-ih godina starogrojski mlin bio je ruševina. Narednih desetljeća je adaptiran za sekundarno stanovanje, pri čemu je devastiran i dobio je ravni krov.

## Vanjske poveznice
|  | Zajednički poslužitelj ima još gradiva o temi Mlin na vjetar u Starom Gradu |